# خودفرج‌لیسی

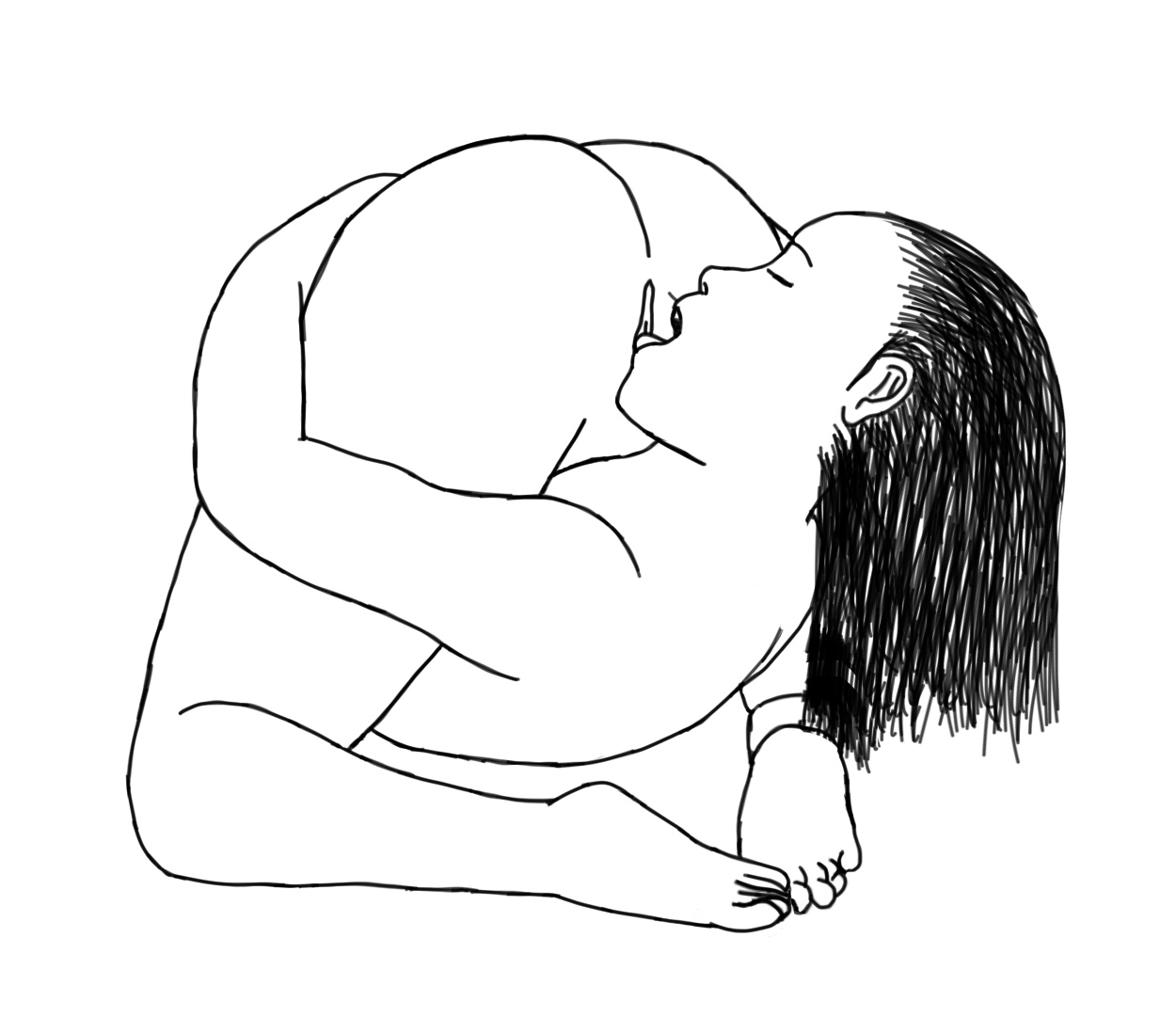
تصویری شماتیک از خودفرج‌لیسی

خودفرج‌لیسی یا خودکس‌لیسی (انگلیسی: Autocunnilingus) به فرج‌لیسی یک زن برای خودش با مکیدن یا لیسش فرج خود به شکل نوعی خودارضایی گفته می‌شود. انعطاف‌پذیری بسیار زیادی لازمهٔ انجام این عمل است که شاید تنها در میان آکروبات‌بازها وجود داشته باشد. برخلاف برابر مردانهٔ این عمل خودقضیب‌لیسی که به خمیدگی کمتری نیاز دارد و باور می‌رود که توسط عدهٔ کمی از مردان قابل اجرا باشد، مدرک قابل اطمینانی از انجام‌پذیر بودن این عمل در دسترس نیست.